# خيطبية كلوروميثانية
خيطبية كلوروميثانية (الاسم العلمي: Hyphomicrobium chloromethanicum) هي نوع من البكتيريا يتبع جنس الخيطبية من فصيلة الخيطبيات.